# Myzomela cruentata
Myzomela cruentata là một loài chim trong họ Meliphagidae.